# Alpakesa yuccifolia
Alpakesa yuccifolia är en svampart som först beskrevs av J.G. Hall, och fick sitt nu gällande namn av Subram. & K. Ramakr. 1954. Alpakesa yuccifolia ingår i släktet Alpakesa, divisionen sporsäcksvampar och riket svampar.   Inga underarter finns listade i Catalogue of Life.